# Крэчун, Флорин Чезар
Флорин Чезар Крэчун (рум. Florin Cezar Crăciun, 27 июня 1989, Корабия) — румынский бобслеист, разгоняющий, выступает за сборную Румынии с 2008 года. Участник двух зимних Олимпийских игр, неоднократный победитель национального первенства, победитель и призёр различных этапов Кубка Северной Америки и Европы.

## Биография
Флорин Чезар Крэчун родился 27 июня 1989 года в городе Корабия, регион Валахия. С раннего детства увлекался спортом, в 2005 году начал активно заниматься бобслеем, спустя три года в качестве разгоняющего прошёл отбор в национальную сборную и стал ездить на крупнейшие международные старты, в том числе на этапы Кубка Европы, где почти всегда попадал в тридцатку сильнейших. В январе 2005 года участвовал в заездах молодёжного чемпионата мира в немецком Кёнигсзее, занял четырнадцатое место среди двухместных экипажей и одиннадцатое среди четырёхместных. В ноябре дебютировал в Кубке мира, на этапе в американском Парк-Сити финишировал двадцать третьим с двойкой и шестнадцатым с четвёркой — его результаты резко пошли вверх после перехода в команду опытного пилота Николае Истрате.
В следующем сезоне Крэчун успешно поучаствовал в заездах Кубка Северной Америки, выиграл несколько медалей разного достоинства, в том числе одну золотую на трассе в Парк-Сити. Благодаря череде удачных выступлений удостоился права защищать честь страны на зимних Олимпийских играх 2010 года в Ванкувере, занял в итоге одиннадцатое место с двойкой и пятнадцатое с четвёркой. После Олимпиады продолжил выступать на самом высоком уровне, боролся за медали на этапах европейского кубка и держался в двадцатке мирового. На чемпионате мира 2011 года в немецком Кёнигсзее был пятнадцатым в смешанных состязаниях по бобслею и скелетону, двадцать третьим с четырёхместным экипажем и восьмым с двухместным — это для него лучший результат в карьере. Удачно провёл декабрьский этап Кубка Европы в Альтенберге, взяв сразу две бронзовые награды в обеих дисциплинах. В 2012 году на мировом первенстве в Лейк-Плэсиде Николае Истрате финишировал двенадцатым с двойкой и шестнадцатым с четвёркой.
В 2014 году Крэчун побывал на Олимпийских играх в Сочи, где финишировал семнадцатым в программе мужских двухместных экипажей и двадцать четвёртым в программе четырёхместных.